# Raj Ghat
El Raj Ghat (patio real) es un memorial en recuerdo del líder hindú Mahatma Gandhi, que se encuentra en la ciudad de Nueva Delhi (India). Se trata de una simple losa de mármol negro, que marca el lugar en el que Gandhi fue incinerado el 31 de enero de 1948.

## Descripción

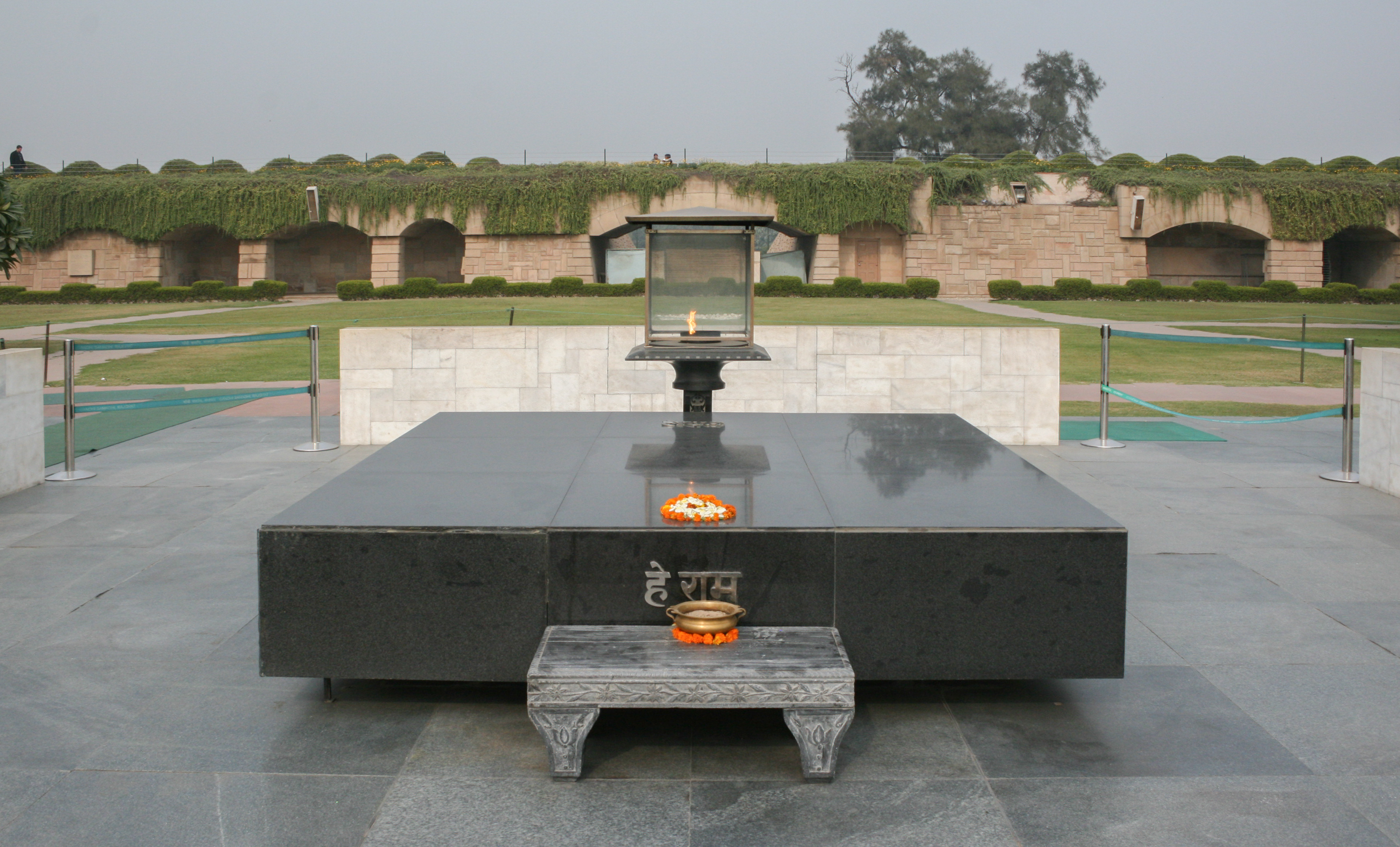
El Raj Ghat.

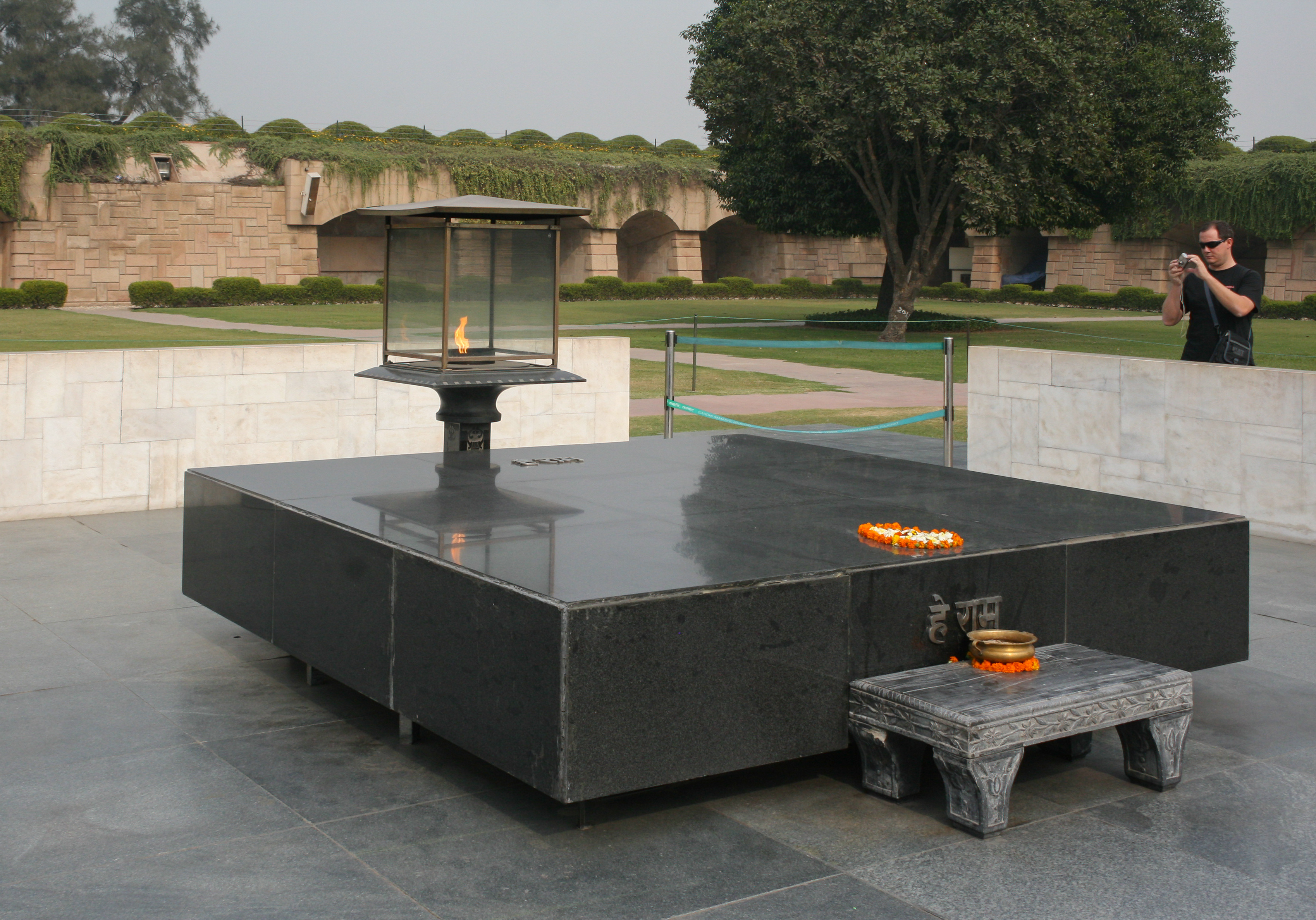
Otra vista del memorial.

El monumento se encuentra a cielo abierto y tiene una llama eterna en uno de sus extremos. Está situado a orilla del río Yamuna. Un camino de piedras conduce a la zona vallada en la que se encuentra el memorial. En el memorial se puede leer el siguiente epitafio: Hey Ram, que significa "Oh Señor", y que fueron las últimas palabras que pronunció Mahatma Gandhi antes de morir.
En los alrededores del Raj Ghat se encuentran los puntos de cremación de otros líderes indios. El de Jawaharlal Nehru está situado al norte y se le conoce como Śantivan, que significa "bosque de paz". 
Un monolito de color rojo marca el lugar en el que se incineró el cadáver de Indira Gandhi y que recibe el nombre de Śakti Sthal ("Lugar del poder"). Alrededor del lugar de su cremación se esparcieron rocas procedentes de todos los Estados de la India.
- Datos: Q1210083
- Multimedia: Rajghat / Q1210083